# Вишомеж (Західнопоморське воєводство)
Вишомеж (пол. Wyszomierz, нім. Wismar) — село в Польщі, у гміні Новоґард Голеньовського повіту Західнопоморського воєводства.
Населення — 329 осіб (2011).
У 1975-1998 роках село належало до Щецинського воєводства.

## Демографія
Демографічна структура станом на 31 березня 2011 року:
|          | Загалом | Допрацездатний вік | Працездатний вік | Постпрацездатний вік |
| -------- | ------- | ------------------ | ---------------- | -------------------- |
| Чоловіки | 166     | 47                 | 111              | 8                    |
| Жінки    | 163     | 36                 | 99               | 28                   |
| Разом    | 329     | 83                 | 210              | 36                   |